# Hess lighTram Trolley

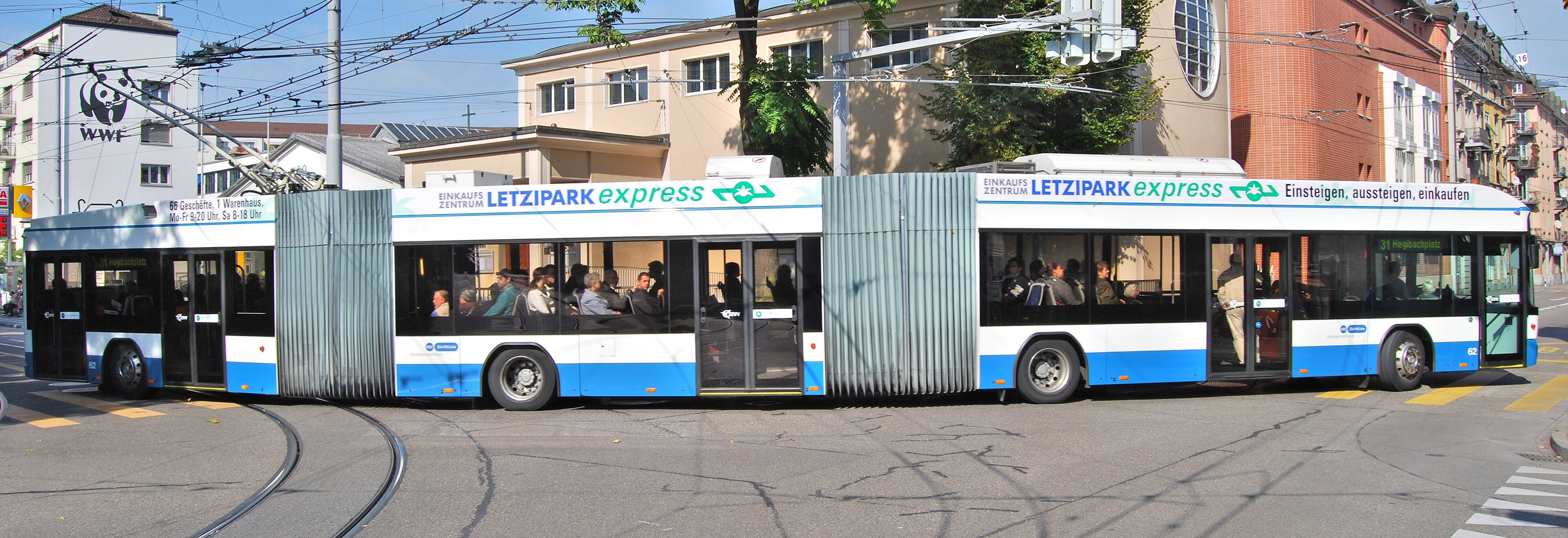
Трьохсекційний lighTram 3 у Цюриху

Hess lighTram Trolley — чотиривісний трисекційний тролейбус виробництва Carrosserie Hess, Беллах, Швейцарія. Початкова назва була Hess lighTram, але після створення варіанту з гібридним рушієм був перейменований. Кузов та шасі виробляється компанією Carrosserie Hess, електронне начиння — компанією Vossloh Kiepe, дочірнім підприємством компанії Vossloh. Трисекційний тролейбус, що має офіційне позначення BGGT-N2C для моделі lighTram 3 та BGGT-N2D для моделі lighTram 4 (також використовуються назви Megatrolley чи Longo), трисекційний гібридний автобус lighTram Hybrid, простий двосекційний тролейбус Swisstrolley, дуобус NGT 204 °F, гібридний секційний автобус Swisshybrid та дизельний автобус Swissdiesel разом з запланованим односекційним тролейбусом Eurotrolley є членам однієї сім'ї машин.

## Попередники

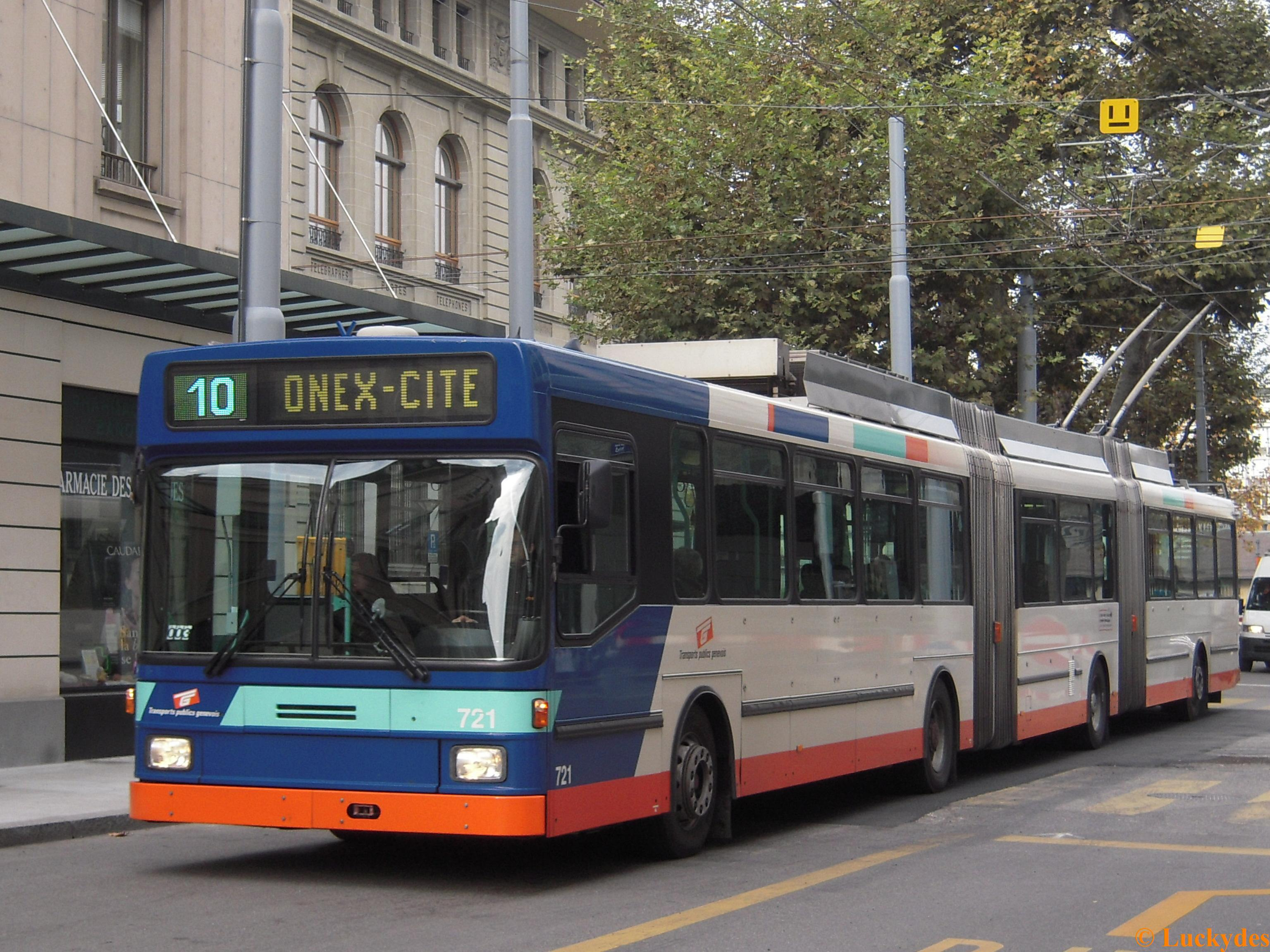
Перероблений у 2003 році Swisstrolley 1 став першим lighTram. До сьогодні використовується під номером 721 у Женеві

Два прототипи, що були виконані на базі старих двосекційних автобусів існують до сьогодні у тролейбусних парках Женеви та Санкт-Галлену.
Фірма Transports Publics Genevois переробила восени 2003 року тролейбус типу Swisstrolley 1 під номером 709 (1993 року випуску) в третій lighTram. Після перебудови отримав номер 721 та був позначений, як серія lighTram 1.
Транспортна організація міста Санкт-Галлен наприкінці 2005 року ухвалила рішення про доповнення до наявних тролейбусів спільної побудови фірм NAW, Hess та ABB типу BGT 5-25 (1991 рік) новими секціями з низькою підлогою. На початку 2006 року почалась пробна експлуатація тролейбусів під позначенням BGGT 5-25. За початковим планом переробки мали зазнати вісім або дев'ять тролейбусів. Через технічні проблеми з прототипами було вирішено купити сім новозбудованих lighTrams.

## lighTram 3

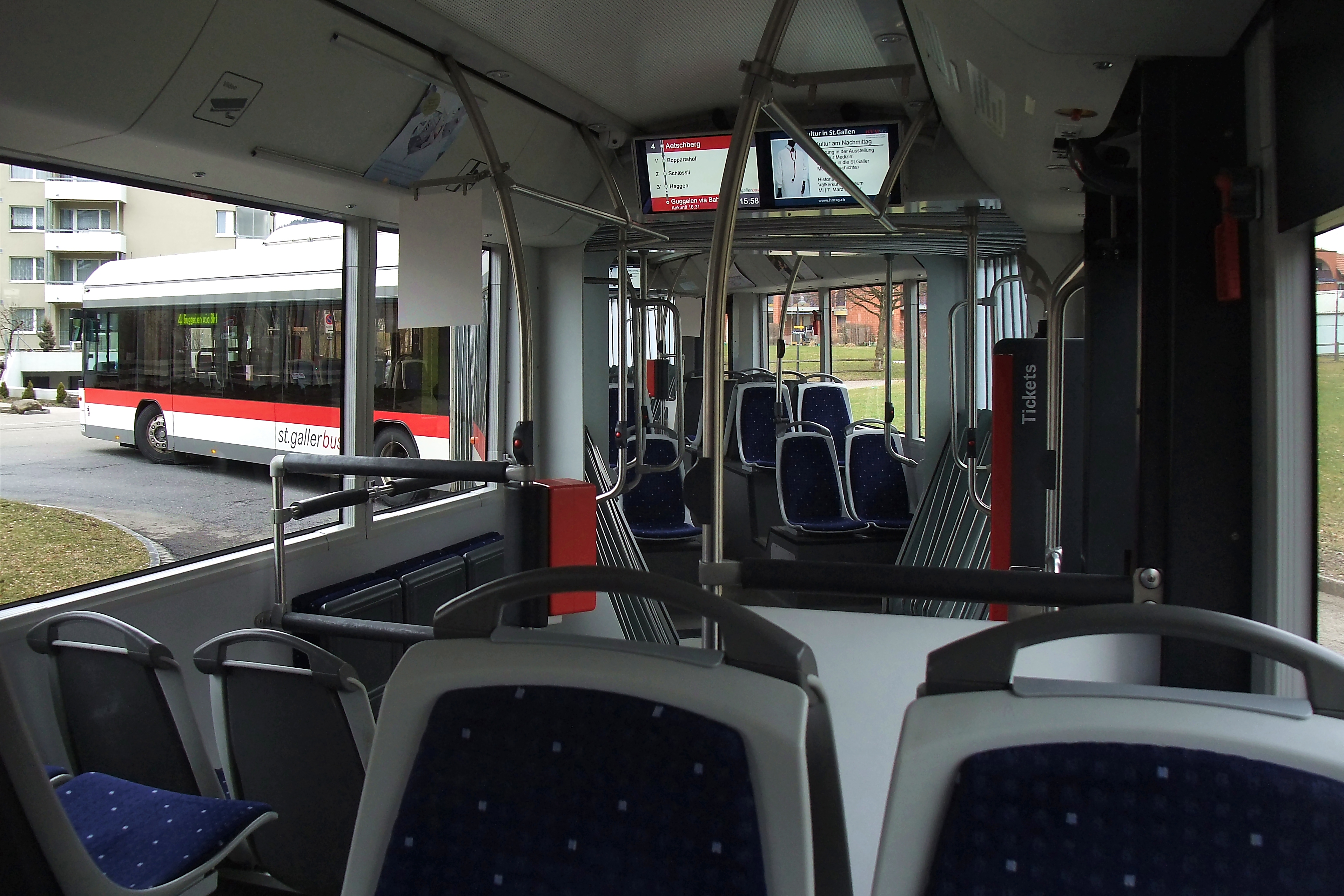
Внутрішнє улаштування одного з тролейбусів у Санкт-Галлені, маршрут номер 4.

### Техніка та зовнішній вигляд
Тролейбус lighTram 3 має довжину 24,7 м, вагу 24,6 тон та має низьку підлогу. Тролейбус чотирьохвісний, дві осі знаходять під передньою секцією та по одній — у кожній з подальших. Двигуни підключені до другої та третьої осей, перша та четверта є керованими. Тролейбус обладнаний двома трифазними моторами та має можливість рекуперативного гальмування. З 2012 року у другій партії lighTram, що надійшла до Цюриху, замість дизельного аварійного генератора встановлено тягові акумулятори.
Дизайн lighTram 3 в основному скопійовано з Swisstrolley 3. Аналогічно до цього тролейбусу відбувався поступовий фейсліфт протягом виробництва.
Для застосування цього тролейбуса у Цюриху ряд зупинок довелось перебудувати.

### Використання
Перші серійні машини доставлялись з 2005 року до Женеви. Загалом було вироблено 37 одиниць для міст Женева, Люцерн, Санкт-Галлен та Цюрих.
| Оператор | Мережа                   | Кількість | Роки побудови | Номери  | Використання      | Примітки                                    | Фото [показати/приховати] |
| -------- | ------------------------ | --------- | ------------- | ------- | ----------------- | ------------------------------------------- | ------------------------- |
| TPG      | Тролейбуси Женеви        | 10        | 2005–2006     | 781–790 | Маршрут 10        | Дизайн CO-BOLT 2, передні двері двостулкові |                           |
| VBL      | Тролейбуси Люцерну       | 03        | 2006          | 231–233 | Маршрут 1         | Дизайн CO-BOLT 2, передні двері двостулкові |                           |
| VBZ      | Тролейбуси Цюриху        | 17        | 2007–2008     | 61–77   | Маршрути 31 та 32 | Передні двері одинарні                      |                           |
| VBSG     | Тролейбуси Санкт-Галлену | 07        | 2009          | 188–194 | Маршурти 1 та 4   | передні двері двостулкові                   |                           |

## lighTram 4
У 2012 році, разом з Swisstrolley 4, було презентовано lighTram 4
Разом з новим шасі для 12 одиниць тролейбусів для Цюриху в тв один lighTram також було вбудовано тяговий акумулятор. Ця опція також була вбудована в усі 23 lighTram4. Базова вартість lighTram у 2013 році складала 1.622.350 швейцарських франків.

### Використання
32 виготовлених на сьогодні lighTram 4 розподілені між двома містами:
| Оператор | Мережа             | Кількість | Роки побудови | Номери  | Використання      | Примітки                                                   | Фото [показати/приховати] |
| -------- | ------------------ | --------- | ------------- | ------- | ----------------- | ---------------------------------------------------------- | ------------------------- |
| VBZ      | Тролейбуси Цюриху  | 12        | 2012          | 78–89   | Маршрути 31 та 32 | Передні двері одинарні                                     |                           |
| VBZ      | Тролейбуси Цюриху  | 02        | 2014          | 90–91   | Маршрути 31 та 32 | Передні двері одинарні                                     |                           |
| VBL      | Тролейбуси Люцерну | 09        | 2014          | 234–242 | Маршрути 1 та 8   | Передня частина схожа на трамвайну, передні двері одинарні |                           |
| VBL      | Тролейбуси Люцерну | 09        | 2016          | 401–409 | Маршрути 1 та 8   | Передня частина схожа на трамвайну, передні двері одинарні |                           |

Для випробувань машина під номером 78 з Цюриху була відправлений на початку жовтня 2012 року до Зальцбургу, де він використовувався, як посилення на маршруті 3. Додатково тестове використання відбувалось також у Лінці, де його випробовували на всіх чотирьох тролейбусних лініях.
Тролейбуси серії lighTram 4 також тестувались у Ліоні. Для цього машина 236 з Люцерну перебувала з 30 травня по 3 червня у Франції та виконувала рейси на маршрутах С2 та С3.